# The Ranch King's Daughter
The Ranch King's Daughter è un cortometraggio muto del 1910.

## Trama
Bessie, la figlia del padrone del ranch, è amata da tutti. Ha anche due pretendenti: il caposquadra e uno dei dipendenti che, in realtà, è a capo di una banda di ladri di bestiame. Quest'ultimo, dopo essere stato rifiutato, medita la vendetta e rapisce la ragazza. Ma i cowboy del ranch, disposti a sacrificarsi per Bessie, riescono a salvarla dal suo rapitore.

## Produzione
Il film fu prodotto dalla Selig Polyscope Company.

## Distribuzione
Distribuito dalla General Film Company, il film - un cortometraggio di 213,35 metri - uscì nelle sale cinematografiche statunitensi il 24 gennaio 1910. Nelle proiezioni, veniva programmato con il sistema dello split reel, accorpato in un'unica bobina con un altro cortometraggio prodotto dalla Selig, la commedia An Afternoon Off.